# Croix de cimetière de Limetz-Villez
La croix de cimetière à Limetz-Villez, une commune du département des Yvelines dans la région Île-de-France en France, est une croix de cimetière datant de la fin du XVIe siècle. Elle a été classée monument historique le 1er avril 1966.
La croix de cimetière se compose d'un fût cylindrique au sommet duquel est sculptée une croix grecque en relief, très peu décorée. 
Au centre d'une face est représentée une Vierge à l'enfant, et au centre de l'autre face une tête d'ange. 